# 警用航空器

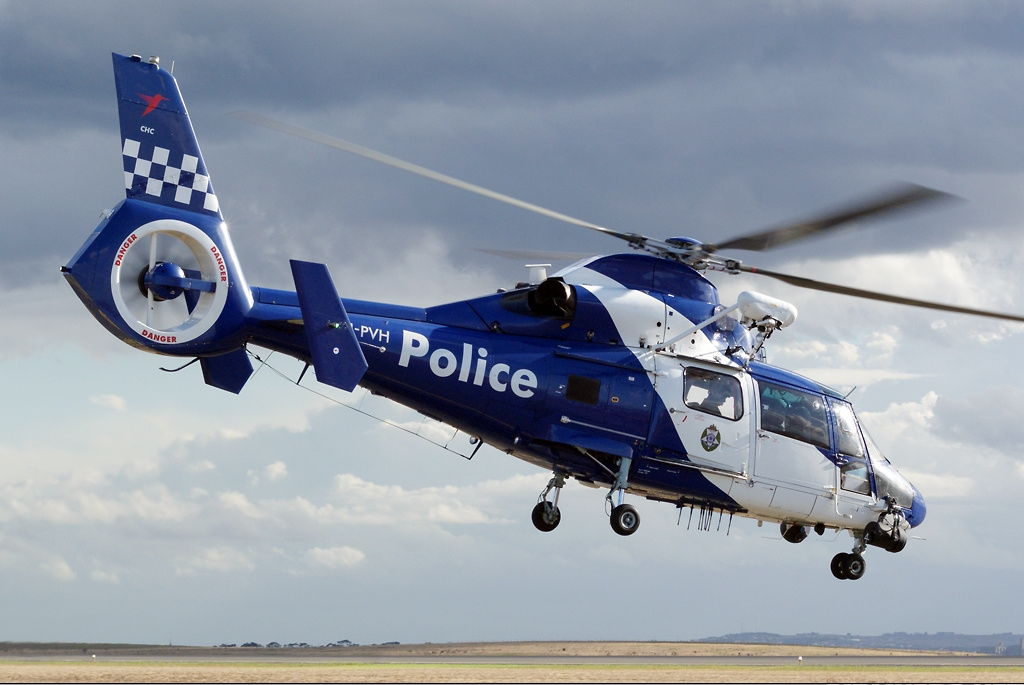
维多利亚警察航空联队的歐直AS365海豚直升機

警用航空器是警隊在執行任務時乘坐以及駕駛的航空器。警察部门通常使用飞机进行交通管制、地面支援、搜索与救援、高速追车、观察、空中巡逻和管控大型公共活动。警察可能會駕駛旋翼航空器、固定翼飛機、非刚性翼飞机以及浮升器。